# Stazione di Le Dramont
La stazione di Le Dramont è una fermata ferroviaria posta sulla Marsiglia-ventimiglia. Serve Saint Raphaël, Francia.